# Paroisse d'Hardwicke
Cet article concerne la localité canadienne. Pour la localité voisine, voir Black River-Hardwicke. Pour les autres significations, voir Hardwicke.
La paroisse d'Hardwicke est à la fois une paroisse civile et un ancien district de services locaux (DSL) canadien du Nouveau-Brunswick, situé dans le comté de Northumberland. Dans le cadre de la réforme de la gouvernance locale du 1er janvier 2023, le territoire du DSL a été réparti entre les districts ruraux du Grand Miramichi et de Kent.

## Toponyme
Hardwicke est nommé ainsi en l'honneur de Benjamin Hardwicke, de Londres, qui contribua à la mission de l'Église anglicane à cet endroit et qui desservi l'église de Baie du Vin.

## Géographie
La paroisse de Hardwicke comprend seulement quelques maisons isolées et un terrain de camping.
La paroisse de Hardwicke est généralement considérée comme faisant partie de l'Acadie.

### Géologie
Le sous-sol de Hardwicke est composé principalement de roches sédimentaires du groupe de Pictou datant du Pennsylvanien (entre 300 et 311 millions d'années).

## Histoire
La paroisse d'Hardwicke est située dans le territoire historique des Micmacs, plus précisément dans le district de Sigenigteoag, qui comprend l'actuel côte Est du Nouveau-Brunswick, jusqu'à la baie de Fundy.
En 1825, le territoire est touché par les Grands feux de la Miramichi, qui dévastent entre 10 000 km2 et 20 000 km2 dans le centre et le nord-est de la province et tuent en tout plus de 280 personnes,. La paroisse d'Hardwicke est érigée en 1851.
La municipalité du comté de Northumberland est dissoute en 1966. La paroisse d'Hardwicke devient un district de services locaux en 1967.

## Démographie
| 2001  | 2006  | 2011  | 2016  |
| ----- | ----- | ----- | ----- |
| 2 564 | 2 484 | 2 329 | 2 201 |

## Économie
Entreprise Miramichi, membre du Réseau Entreprise, a la responsabilité du développement économique.

## Administration

### Comité consultatif
En tant que district de services locaux, Hardwicke est en théorie administré directement par le Ministère des Gouvernements locaux du Nouveau-Brunswick, secondé par un comité consultatif élu composé de cinq membres dont un président. Il n'y a actuellement aucun comité consultatif.

### Commission de services régionaux
La paroisse de Hardwicke fait partie de la Région 5, une commission de services régionaux (CSR) devant commencer officiellement ses activités le 1er janvier 2013. Contrairement aux municipalités, les DSL sont représentés au conseil par un nombre de représentants proportionnel à leur population et leur assiette fiscale. Ces représentants sont élus par les présidents des DSL mais sont nommés par le gouvernement s'il n'y a pas assez de présidents en fonction. Les services obligatoirement offerts par les CSR sont l'aménagement régional, l'aménagement local dans le cas des DSL, la gestion des déchets solides, la planification des mesures d'urgence ainsi que la collaboration en matière de services de police, la planification et le partage des coûts des infrastructures régionales de sport, de loisirs et de culture; d'autres services pourraient s'ajouter à cette liste.

### Chronologie municipale

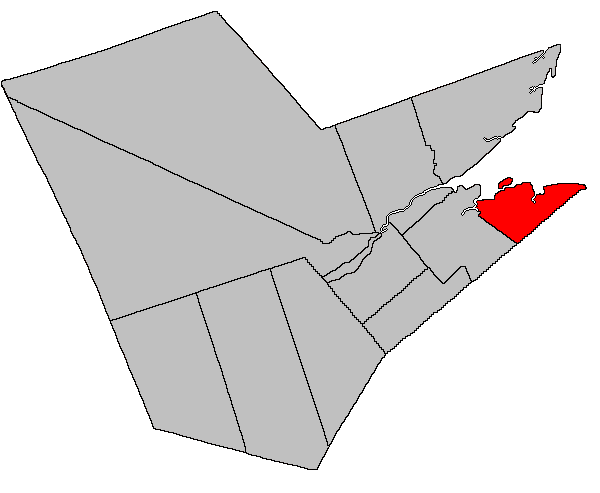
Situation sur une carte des paroisses civiles du comté de Northumberland (certains DSL et municipalités ne sont donc pas montrés).

### Représentation et tendances politiques
Nouveau-Brunswick: Hardwicke fait partie de la circonscription provinciale de Miramichi—Baie-du-Vin, qui est représentée à l'Assemblée législative du Nouveau-Brunswick par Bill Fraser, du Parti libéral. Il fut élu en 2006 et réélu en 2010.
 Canada: Hardwicke fait partie de la circonscription électorale fédérale de Miramichi, qui est représentée à la Chambre des communes du Canada par Tilly O'Neill-Gordon, du Parti conservateur. Elle fut élue lors de la 40e élection fédérale, en 2008.

## Vivre dans la paroisse de Hardwicke
Le détachement de la Gendarmerie royale du Canada le plus proche est situé à Baie-Sainte-Anne. Le bureau de poste le plus proche est quant à lui à Black River-Hardwicke.
Les anglophones bénéficient du quotidien Telegraph-Journal, publié à Saint-Jean et de l'hebdomadaire Miramichi Leader, publié à Miramichi. Les francophones bénéficient quant à eux du quotidien L'Acadie nouvelle, publié à Caraquet, ainsi que de l'hebdomadaire L'Étoile, de Dieppe.